# 541 Deborah
541 Deborah је астероид главног астероидног појаса. Приближан пречник астероида је 57,01 km,
а средња удаљеност астероида од Сунца износи 2,813 астрономских јединица (АЈ).
Инклинација (нагиб) орбите у односу на раван еклиптике је 6,008 степени, а орбитални период износи 1723,825 дана (4,719 године). Ексцентрицитет орбите астероида износи 0,053.
Апсолутна магнитуда астероида износи 10,10 а геометријски албедо 0,049.
Астероид је откривен 4. августа 1904. године.